# トニー・ファーガソン
トニー・ファーガソン（Tony Ferguson、1984年2月12日 - ）は、アメリカ合衆国の男性総合格闘家。カリフォルニア州オックスナード出身。チーム・デスクラッチ所属。元UFC世界ライト級暫定王者。The Ultimate Fighter 13優勝。

## 来歴
メキシコ系アメリカ人としてカリフォルニア州オックスナードに生まれ、白人の多いミシガン州で育つ。子供の頃は「耳の大きなメキシコ人」などとからかわれイジメの標的にされていた。高校時代は、レスリング、野球、アメリカンフットボールで活躍。24歳から総合格闘技の練習を始め、2008年にプロ総合格闘技デビュー。

### The Ultimate Fighter
2011年、リアリティ番組「The Ultimate Fighter」のシーズン13に参加。ブロック・レスナー率いるチーム・レスナーに所属。トーナメント1回戦でジャスティン・エドワーズ、2回戦でライアン・マッギリブレイを共にKO勝ちで下し、準決勝ではチームメイトのチャック・オニールにTKO勝ちを収め、決勝進出を果たした。
2011年6月4日、The Ultimate Fighter 13 Finaleで行われたウェルター級トーナメント決勝でラムジー・ニジェムと対戦し、左フックで1RKO勝ち。トーナメント優勝を果たし、ノックアウト・オブ・ザ・ナイトを受賞した。

### UFC
2011年9月24日、UFC本戦初出場およびライト級転向初戦となったUFC 135でアーロン・ライリーと対戦し、1R終了時にライリーの顎の負傷によるTKO勝ち。
2012年5月5日、UFC on FOX 3でマイケル・ジョンソンと対戦し、0-3の判定負け。この試合中に腕を負傷してブランクを作った。
2013年10月19日、1年5ヶ月ぶりの復帰戦となったUFC 166でマイク・リオと対戦し、ダースチョークで1R一本勝ち。サブミッション・オブ・ザ・ナイトを受賞した。
2015年2月28日、UFC 184でグレイゾン・チバウと対戦し、リアネイキドチョークで1R一本勝ち。パフォーマンス・オブ・ザ・ナイトを受賞した。
2015年7月15日、UFC Fight Night: Mir vs. Duffeeでライト級ランキング9位のジョシュ・トムソンと対戦し、3-0の判定勝ち。パフォーマンス・オブ・ザ・ナイトを受賞した。
2015年12月11日、The Ultimate Fighter 22 Finaleでライト級ランキング6位のエジソン・バルボーザと対戦し、ダースチョークで2R一本勝ち。3戦連続でパフォーマンス・オブ・ザ・ナイトを受賞すると共に、ファイト・オブ・ザ・ナイトも受賞した。
2016年7月13日、UFC Fight Night: McDonald vs. Linekerでランド・バンナータと対戦。1Rはバンナータの打撃に苦戦し、ハイキックを受け追撃のパンチ連打でストップ寸前まで追い詰められるも、2Rにダースチョークで逆転の一本勝ち。ファイト・オブ・ザ・ナイトを受賞した。
2016年11月5日、UFC Fight Night: dos Anjos vs. Fergusonでライト級ランキング2位のハファエル・ドス・アンジョスと対戦。1Rは劣勢だったものの、2R以降は長いリーチを活かしたパンチとふくらはぎへのローキックで攻勢に転じて3-0の5R判定勝ち。3戦連続でファイト・オブ・ザ・ナイトを受賞した。

#### UFC世界暫定王座獲得
2017年10月7日、UFC 216のUFC世界ライト級暫定王座決定戦でライト級ランキング7位のケビン・リーと対戦。1R終盤にマウントパンチで追い込まれるものの、2R以降は試合のペースを握り、3R終盤にはスタミナ切れを起こしたリーに三角絞めを極めて一本勝ち。暫定王座獲得に成功した。

#### 暫定王座剥奪
2018年4月7日に開催されるUFC 223のUFC世界ライト級王座決定戦でライト級ランキング2位のハビブ・ヌルマゴメドフと対戦予定だったが、4月1日に行われた大会前のメディア集中インタビューの最中に、スタジオのケーブルにつまずいて外側側副靱帯を断裂。負傷欠場が決まり、暫定王座を剥奪された。
2018年10月6日、UFC 229でライト級ランキング8位のアンソニー・ペティスと対戦。2Rにパンチでダウンを奪われるも、立て直した後はプレッシャーをかけ打撃でペティスを圧倒し、2R終了時にペティスの右手負傷によりコーナーストップでTKO勝ち。ファイト・オブ・ザ・ナイトを受賞した。
2019年6月8日、UFC 238でライト級ランキング4位のドナルド・セラーニと対戦。ストライカーのセラーニを相手にスタンド勝負を挑み、2R終了後にセラーニの右目が塞がりドクターストップでTKO勝ち。2戦連続でファイト・オブ・ザ・ナイトを受賞した。
2020年5月9日、UFC 249のUFC世界ライト級暫定王座決定戦でライト級ランキング4位のジャスティン・ゲイジーと対戦。2R終了直前に右アッパーでダウンを奪うも、スタンドの攻防で全体的に劣勢となり、5R終盤に左ジャブを受け後退したところでレフェリーが試合をストップしTKO負け。暫定王座獲得に失敗し、自身の連勝は12でストップした。3戦連続でファイト・オブ・ザ・ナイトを受賞した。
2020年12月12日、UFC 256でライト級ランキング7位のチャールズ・オリベイラと対戦し、グラウンドの攻防で終始圧倒され0-3の判定負け。キャリア初の連敗を喫した。
2021年5月15日、UFC 262でライト級ランキング9位のベニール・ダリウシュと対戦し、0-3の判定負け。
2022年5月7日、UFC 274でライト級ランキング5位のマイケル・チャンドラーと対戦。1Rに左ストレートでダウンを奪うも、2Rに右前蹴りで失神KO負け。
2022年9月10日、ウェルター級復帰戦となったUFC 279でネイト・ディアスと対戦。ローキックを効かせるものの、4Rにタックルを仕掛けた際にカウンターのギロチンチョークでキャリア初の一本負け。当初は同大会でリー・ジンリャンと対戦予定であったが、ディアスの対戦相手のカムザット・チマエフが前日計量でウェルター級リミットから7.5ポンド体重超過したため、ディアスとファーガソンの対戦に変更された。
2023年7月29日、UFC 291でボビー・グリーンと対戦し、肩固めで絞め落され3R一本負け。
2023年12月16日、UFC 296でパディ・ピンブレットと対戦し、0-3の判定負け。
2024年8月3日、ウェルター級復帰戦となったUFC on ABC: Sandhagen vs. Nurmagomedovでマイケル・キエーザと対戦し、リアネイキドチョークで1R一本負け。UFC史上最長記録となる8連敗を喫した。

## ファイトスタイル
打撃と寝技共に優れたオールラウンダーで、スタンド、グラウンドに関わらずエルボーを多用し、寝技において今成ロールを用いて足関節を狙ったり、打撃を効かされると、ローリングを使ってペースを立て直すなど、独特なスタイルを持つファイターである。さらに、常に動き回るファイトスタイルにもかかわらず、スタミナ切れを起こすことがなく、豊富な運動量による独特なテンポの動きと型破りなスタイルで相手のペースを乱して、試合を自分のペースに持ち込む。

## 人物・エピソード
- スペイン語で「子供をさらう鬼」を意味する「エル・ククイ」のニックネームを持つ。
- 2019年3月、オレンジ郡裁判所から妻と子供への接近禁止命令を発令された。妻のクリスティーナが申請したもので、暴力や虐待など直接的な危害は加えられていないものの偏執病的な言動が見受けられることから、予防措置として治療プログラムへの参加や精神科の受診を求めていた。ファーガソンはSNS上でセラピーに通っていることを明かし、同年4月に妻によって申請が取り下げられ、ファーガソンは試合へ復帰することになった[21][22]。
- 2017年9月28日に行われたUFC 216のメディアインタビューにて、ファーガソンが記者からの質問に答えていた際に、隣に座っていたファブリシオ・ヴェウドゥムが喋り出したのを皮切りにヴェウドゥムと口論を繰り広げ、乱闘寸前の騒ぎを起こした[23]。
- 独特なトレーニングを行うことで知られ、金属製のポールを叩いて脚や腕の骨の強度を高める、パンチの上達のために野球のボールを投げる、バランスボールに乗った状態でハンマーを振るトレーニングなどを実践している[24][25]。また、創造性を制限してしまうという理由とスパーリングパートナーを傷つけることが好きではないという理由から、トレーニングで激しいスパーリングを行うことが殆どない[26]。

## 戦績

### 総合格闘技
| 総合格闘技 戦績 | 総合格闘技 戦績 | 総合格闘技 戦績 | 総合格闘技 戦績 | 総合格闘技 戦績 | 総合格闘技 戦績 | 総合格闘技 戦績 |
| --------------- | --------------- | --------------- | --------------- | --------------- | --------------- | --------------- |
| 36 試合         | (T)KO           | 一本            | 判定            | その他          | 引き分け        | 無効試合        |
| 25 勝           | 12              | 8               | 5               | 0               | 0               | 0               |
| 11 敗           | 2               | 4               | 5               | 0               | 0               | 0               |

| 勝敗 | 対戦相手                     | 試合結果                         | 大会名                                                                     | 開催年月日     |
| ×    | マイケル・キエーザ           | 1R 3:44 リアネイキドチョーク     | UFC on ABC 7: Sandhagen vs. Nurmagomedov                                   | 2024年8月3日   |
| ×    | パディ・ピンブレット         | 5分3R終了 判定0-3                | UFC 296: Edwards vs. Covington                                             | 2023年12月16日 |
| ×    | ボビー・グリーン             | 3R 4:54 肩固め                   | UFC 291: Poirier vs. Gaethje 2                                             | 2023年7月29日  |
| ×    | ネイト・ディアス             | 4R 2:52 ギロチンチョーク         | UFC 279: Diaz vs. Ferguson                                                 | 2022年9月10日  |
| ×    | マイケル・チャンドラー       | 2R 0:17 KO（右前蹴り）           | UFC 274: Oliveira vs. Gaethje                                              | 2022年5月7日   |
| ×    | ベニール・ダリウシュ         | 5分3R終了 判定0-3                | UFC 262: Oliveira vs. Chandler                                             | 2021年5月15日  |
| ×    | チャールズ・オリベイラ       | 5分3R終了 判定0-3                | UFC 256: Figueiredo vs. Moreno                                             | 2020年12月12日 |
| ×    | ジャスティン・ゲイジー       | 5R 3:39 TKO（左ジャブ）          | UFC 249: Ferguson vs. Gaethje 【UFC世界ライト級暫定王座決定戦】            | 2020年5月9日   |
| ○    | ドナルド・セラーニ           | 2R終了時 TKO（ドクターストップ） | UFC 238: Cejudo vs. Moraes                                                 | 2019年6月8日   |
| ○    | アンソニー・ペティス         | 2R終了時 TKO（右手の負傷）       | UFC 229: Khabib vs. McGregor                                               | 2018年10月6日  |
| ○    | ケビン・リー                 | 3R 4:02 三角絞め                 | UFC 216: Ferguson vs. Lee 【UFC世界ライト級暫定王座決定戦】                | 2017年10月7日  |
| ○    | ハファエル・ドス・アンジョス | 5分5R終了 判定3-0                | UFC Fight Night: dos Anjos vs. Ferguson                                    | 2016年11月5日  |
| ○    | ランド・バンナータ           | 2R 2:22 ダースチョーク           | UFC Fight Night: McDonald vs. Lineker                                      | 2016年7月13日  |
| ○    | エジソン・バルボーザ         | 2R 2:54 ダースチョーク           | The Ultimate Fighter 22 Finale                                             | 2015年12月11日 |
| ○    | ジョシュ・トムソン           | 5分3R終了 判定3-0                | UFC Fight Night: Mir vs. Duffee                                            | 2015年7月15日  |
| ○    | グレイゾン・チバウ           | 1R 2:37 リアネイキドチョーク     | UFC 184: Rousey vs. Zingano                                                | 2015年2月28日  |
| ○    | アベル・トルヒーヨ           | 2R 4:19 リアネイキドチョーク     | UFC 181: Hendricks vs. Lawler 2                                            | 2014年12月6日  |
| ○    | ダニー・カスティーリョ       | 5分3R終了 判定2-1                | UFC 177: Dillashaw vs. Soto                                                | 2014年8月30日  |
| ○    | 菊野克紀                     | 1R 4:06 KO（右ストレート）       | UFC 173: Barao vs. Dillashaw                                               | 2014年5月24日  |
| ○    | マイク・リオ                 | 1R 1:52 ダースチョーク           | UFC 166: Velasquez vs. dos Santos 3                                        | 2013年10月19日 |
| ×    | マイケル・ジョンソン         | 5分3R終了 判定0-3                | UFC on FOX 3: Diaz vs. Miller                                              | 2012年5月5日   |
| ○    | イーブス・エドワーズ         | 5分3R終了 判定3-0                | The Ultimate Fighter 14 Finale                                             | 2011年12月3日  |
| ○    | アーロン・ライリー           | 1R終了時 TKO（顎の負傷）         | UFC 135: Jones vs. Rampage                                                 | 2011年9月24日  |
| ○    | ラムジー・ニジェム           | 1R 3:54 KO（左フック）           | The Ultimate Fighter 13 Finale 【ウェルター級トーナメント 決勝】           | 2011年6月4日   |
| ○    | ブロック・ジャーディン       | 4R 2:35 TKO（パンチ連打）        | PureCombat 12: Champions for Children 【PureCombatウェルター級王座決定戦】 | 2010年9月25日  |
| ○    | デイビッド・ガードナー       | 2R 1:52 TKO（パンチ連打）        | CA Fight Syndicate: Battle of the 805                                      | 2010年3月26日  |
| ○    | クリス・ケネディ             | 1R 2:29 TKO（ドクターストップ）  | NFAMMA: Resurrection                                                       | 2009年12月18日 |
| ×    | ジェイミー・トニー           | 1R 2:15 三角絞め                 | NFAMMA: MMA at the Hyatt 3                                                 | 2009年10月16日 |
| ○    | ジェームス・ファンシアー     | 5分3R終了 判定3-0                | Rebel Fighter                                                              | 2009年7月17日  |
| ○    | デビン・ベンジャミン         | 1R 1:08 TKO（打撃）              | NFAMMA: MMA at the Hyatt 2                                                 | 2009年5月28日  |
| ○    | ダニエル・エルナンデス       | 1R 2:22 TKO（パンチ連打）        | NFAMMA: Riot at the Hyatt                                                  | 2009年3月5日   |
| ×    | カレン・ダラベジャン         | 3分3R終了 判定0-3                | All Star Boxing Caged in the Cannon                                        | 2009年2月6日   |
| ○    | フランク・パーク             | 1R 2:43 三角絞め                 | Long Beach Fight Night 3                                                   | 2009年1月4日   |
| ○    | ジョー・シリング             | 2R 2:12 リアネイキドチョーク     | Total Fighting Alliance 12                                                 | 2008年9月13日  |
| ○    | ブランドン・アダムス         | 2R 2:18 TKO（パンチ連打）        | TFA 11: Pounding at the Pyramid                                            | 2008年7月12日  |
| ○    | スティーブ・アバロス         | 2R 1:25 ギブアップ（パンチ連打） | CXF: Anarchy at the Arena                                                  | 2008年4月12日  |

### 総合格闘技エキシビション
| 勝敗 | 対戦相手                 | 試合結果                       | 大会名                                                | 開催年月日    |
| ○    | チャック・オニール       | 3R 3:10 TKO（パウンド）        | The Ultimate Fighter: Team Lesnar vs. Team dos Santos | 2011年3月1日  |
| ○    | ライアン・マッギリヴレイ | 1R 0:44 TKO（パウンド）        | The Ultimate Fighter: Team Lesnar vs. Team dos Santos | 2011年2月23日 |
| ○    | ジャスティン・エドワーズ | 1R 3:57 KO（下からの蹴り上げ） | The Ultimate Fighter: Team Lesnar vs. Team dos Santos | 2011年2月12日 |

## ボクシング
| プロボクシング 戦績 | プロボクシング 戦績 | プロボクシング 戦績 | プロボクシング 戦績 | プロボクシング 戦績 | プロボクシング 戦績 | プロボクシング 戦績 |
| ------------------- | ------------------- | ------------------- | ------------------- | ------------------- | ------------------- | ------------------- |
| 0 試合              | (T)KO               | 判定                | その他              | 引き分け            | 無効試合            |                     |
| 0 勝                | 0                   | 0                   | 0                   | 0                   | 0                   |                     |
| 0 敗                | 0                   | 0                   | 0                   | 0                   | 0                   |                     |

| 戦           | 日付          | 勝敗 | 時間 | 内容 | 対戦相手     | 国籍     | 備考                             |
| ------------ | ------------- | ---- | ---- | ---- | ------------ | -------- | -------------------------------- |
| 1            | 2025年8月30日 | -    | -    | -    | ソルト・パピ | メキシコ | MFBミドル級暫定王座決定戦 試合前 |
| テンプレート |               |      |      |      |              |          |                                  |

## 獲得タイトル
- PureCombatウェルター級王座（2010年）
- The Ultimate Fighter 13 ウェルター級トーナメント 優勝（2011年）
- UFC世界ライト級暫定王座（2017年）

## 表彰
- レスリング NCWA王者（2006年）
- UFC ファイト・オブ・ザ・ナイト（6回）
- UFC ノックアウト・オブ・ザ・ナイト（1回）
- UFC サブミッション・オブ・ザ・ナイト（1回）
- UFC パフォーマンス・オブ・ザ・ナイト（3回）
- World MMA Awards ファイト・オブ・ザ・イヤー（2018年/アンソニー・ペティス戦）

## ペイ・パー・ビュー販売件数
| 開催年月日    | イベント                                                 | 販売件数 | 備考  |
| ------------- | -------------------------------------------------------- | -------- | ----- |
| 2020年1月18日 | UFC 249: トニー・ファーガソン vs. ジャスティン・ゲイジー | 70万件   | ESPN+ |
| 2017年10月7日 | UFC 216: トニー・ファーガソン vs. ケビン・リー           | 20万件   |       |